# 費爾法克斯 (奧克拉荷馬州)
費爾法克斯（英語：Fairfax）是美國奧克拉荷馬州歐塞奇縣的一個城鎮。歐塞奇族保留區與該縣相鄰。根據2010年的人口普查，人口為1,380人，比2000年普查的1,555人下降了11.3%。該縣是世界著名芭蕾舞舞者瑪麗亞·塔爾切夫和瑪喬麗·塔爾切夫的故鄉。

## 歷史
費爾法克斯是1920年代在奧克拉荷馬州歐塞奇縣發生歐塞奇印第安人謀殺案的主要地點。這宗謀殺案的發生是因為在奧塞奇族保留區（歐塞奇縣）發現了石油。至少有24名奧塞奇族人被謀殺。這個幕後主謀是威廉·哈爾。作家大衛·格雷恩撰寫了《花月殺手：美國連續謀殺案與FBI的崛起》，該書講述這宗謀殺案以及如何導致聯邦調查局（FBI）的成立。

## 著名人物
- 瑪麗亞·塔爾切夫——專業芭蕾舞舞者[1]
- 瑪喬麗·塔爾切夫（英语：Marjorie Tallchief）——專業芭蕾舞舞者[1]
- 拉里·科克爾（英语：Larry Coker）——高中和大學美式足球教練

## 外部連結
- Encyclopedia of Oklahoma History and Culture - Fairfax （页面存档备份，存于）